# Franz Ferdinand (album)
Albums de Franz Ferdinand
You Could Have It So Much Better
(2005)
Franz Ferdinand est le premier album du groupe écossais du même nom, sorti en 2004. Il s'est vendu à plus de 3,6 millions d'exemplaires dans le monde et a reçu le Mercury Music Prize du meilleur album britannique en 2004. Il est quatre fois disque de platine au Royaume-Uni et disque de platine aux États-Unis et en Australie.

## Liste des chansons
| No  | Titre                   | Durée      |
| --- | ----------------------- | ---------- |
| 1.  | Jacqueline              | 3 min 49 s |
| 2.  | Tell Her Tonight        | 2 min 17 s |
| 3.  | Take Me Out             | 3 min 57 s |
| 4.  | The Dark of the Matinée | 4 min 03 s |
| 5.  | Auf Achse               | 4 min 19 s |
| 6.  | Cheating on You         | 2 min 36 s |
| 7.  | This Fire               | 4 min 14 s |
| 8.  | Darts of Pleasure       | 2 min 59 s |
| 9.  | Michael                 | 3 min 21 s |
| 10. | Come On Home            | 3 min 46 s |
| 11. | 40'                     | 3 min 24 s |

| 1. | This FFfire         | 3 min 35 s |
| 2. | Van Tango           | 3 min 26 s |
| 3. | Shopping for Blood  | 3 min 35 s |
| 4. | All for You, Sophia | 2 min 59 s |
| 5. | Words So Leisured   | 2 min 20 s |

## Classements et certifications
| Classement musical                         | Meilleure position |
| ------------------------------------------ | ------------------ |
| Allemagne (Media Control AG)               | 16                 |
| Australie (ARIA)                           | 12                 |
| Autriche (Ö3 Austria Top 40)               | 26                 |
| Belgique (Flandre Ultratop)                | 7                  |
| Belgique (Wallonie Ultratop)               | 22                 |
| Danemark (Tracklisten)                     | 24                 |
| Espagne (Promusicae)                       | 43                 |
| États-Unis (Billboard 200)                 | 32                 |
| Finlande (Suomen virallinen lista)         | 13                 |
| France (SNEP)                              | 26                 |
| Irlande (Irish Recorded Music Association) | 2                  |
| Italie (FIMI)                              | 83                 |
| Norvège (VG-lista)                         | 11                 |
| Nouvelle-Zélande (RIANZ)                   | 5                  |
| Pays-Bas (Mega Album Top 100)              | 18                 |
| Royaume-Uni (UK Albums Chart)              | 3                  |
| Suède (Sverigetopplistan)                  | 16                 |
| Suisse (Schweizer Hitparade)               | 35                 |

| Pays        | Ventes      | Certifications |
| ----------- | ----------- | -------------- |
| Allemagne   | 100 000 +   | Or             |
| Australie   | 70 000 +    | Platine        |
| Belgique    | 20 000 +    | Or             |
| Canada      | 50 000 +    | Or             |
| États-Unis  | 1 000 000 + | Platine        |
| Norvège     | 20 000 +    | Or             |
| Royaume-Uni | 1 200 000 + | 4 × Platine    |

## Accueil critique
L'album a recueilli dans l'ensemble de très bonnes critiques, obtenant un score de 87⁄100, sur la base de 31 critiques collectées, sur Metacritic. Pour Gilles Verlant et Thomas Caussé, dans la Discothèque parfaite de l'odyssée du rock, l'album est « d'une efficacité foudroyante » et « marque le retour du rock art school et d'un son new wave qui évoque des précurseurs fameux ». Dans Les 1001 albums qu'il faut avoir écoutés dans sa vie, il est qualifié d'« album qui redéfinit à la fois la musique indé et l'art rock ».
Alexis Petridis, du Guardian, lui donne 5 étoiles sur 5. Frédéric Régent, de Music Story, lui donne 5 étoiles sur 5. Brent DiCrescenzo, de Pitchfork, lui donne la note de 9,1/10. Anthony Thorntonn, du New Musical Express, lui donne la note de 9/10.
Heather Phares, de AllMusic, lui donne 4 étoiles sur 5. Le site Sputnikmusic lui donne 4 étoiles sur 5. Barry Walters, de la revue Rolling Stone, lui donne 3,5 étoiles sur 5. Adie Nunn, de Drowned in Sound, lui donne la note de 7/10.

## Singles
- Darts of Pleasure (8 septembre 2003)
- Take Me Out (12 janvier 2004)
- The Dark of the Matinée (19 avril 2004)
- Michael (16 août 2004)
- This Fire (12 novembre 2004)

Take Me Out s'est classé 3e, The Dark of the Matinée 8e et Michael 17e dans les charts britanniques. Take Me Out est également disque d'or aux États-Unis. Michael a fait parler d'elle pour ses propos homoérotiques. Alex Kapranos s'est montré surpris que la chanson fasse autant de bruit, racontant qu'il l'a écrite après une soirée très arrosée dans une discothèque où deux de ses amis avaient dansé ensemble « d'une façon très sexy ».
Darts of Pleasure fait partie de la bande originale du film The Edukators. Take Me Out a été utilisée pour les jeux NHL 2005, Madden NFL 2005, Guitar Hero, Rock Band et WRC (sur PSP). Michael a été utilisée pour le jeu Gran Turismo 4. This Fire a été utilisée pour le jeu Burnout 3: Takedown. Tell Her Tonight a été utilisée pour le jeu FIFA Football 2005. Jacqueline peut être entendue dans Gilmore Girls (saison 4, épisode 21) et Newport Beach (saison 1, épisode 26). Elle fait partie de la bande originale du film 9 Songs (2004).
La chanson This Fire sert de générique à la série d'animation japonaise Cyberpunk : Edgerunners, sortie en 2022.